# توپ کیواف ۲۵-پوندر
توپ کیواف ۲۵-پوندر (انگلیسی: Ordnance QF 25-pounder) توپ صحرایی اصلی بریتانیا و هویتزر در طول جنگ جهانی دوم بود. کالیبر این توپ ۸۷٫۶ میلی‌متر می‌باشد. این سلاح درست قبل از این که جنگ آغاز شود تولید شد. سلاح با ترکیب زاویه پرتاب بالا و آتش مستقیم طراحی شد و دور آتش آن نیز افزایش یافته بود، همچنین به طرز شدیدی مرگبار بوده و قابلیت تحرک بالایی داشت.